# Baptism
Baptism är en protestantisk kristen riktning som har dop av den som tagit ställning i trosfrågan och gör ett medvetet val enligt Bibeln och kristen tro, så kallat troendedop eller omvändelsedop, som kännetecken. Genom dopet erhålls medlemskap i den lokala församlingen, som utgör en gemenskap av troende. Baptister har en kongregationalistisk organisation och rörelsen består av fria församlingar i samarbete och ömsesidigt beroende.

## Historia

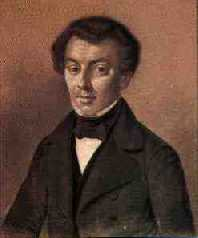
Johann Gerhard Oncken.

Baptismen uppstod som samfundsrörelse genom att från England landsflyktiga kongregationalister i Holland träffade på den mennonistiska grenen av anabaptismen, och tog över bruket att skjuta upp dopet till medveten ålder från anabaptisterna.
Den första egentliga baptistförsamlingen grundades av engelsmannen John Smyth i Holland 1607. Under 1600-talet växte baptismen i England, och spreds därifrån främst till Amerika, samt från 1630-talet och senare till andra länder. Förutom det direkta ursprunget i brittiska separatister finns även vissa rötter i den radikala reformationen omkring anabaptisterna med teologer som Balthasar Hubmaier och Menno Simons.
På 1630-talet uppstod en djupgående splittring inom baptiströrelsen. En del medlemmar avskilde sig som "generalbaptister" och anslöt sig till Jacobus Arminius mildare predestinationslära, medan en annan grupp så kallade "partikularbaptister" hyllade denna lära i hela dess kalvinistiska skärpa. Efter hand jämnades dock skillnaderna ut. 1640 grundade Richard Blount en församling av partikularbaptister i London, och denna riktning vann allt större omfattning. 1660 började en svår förföljdelsetid från statens och kyrkans sida. 1689 upphörde förföljelserna genom toleransediktet men dessförinnan hade många engelska baptister utvandrat till Amerika. Där fann de en fristad i den av puritanen Roger Williams grundade kolonin Rhode Island och Providenceplantagen, där full religionsfrihet rådde. Det var dock först vid religionsfrihetsförklaringen 1783, som gällde alla staterna, som baptisterna fick en tryggad ställning i USA.
Efter en avmattningsperiod i utbredningen fick baptismen under inflytande från metodismen en ny livaktighet i slutet av 1700-talet, och man började även med mission bland "hedningar". 1792 grundades Baptist missionary society i England genom  William Careys inflytande och 1814 stiftades American baptist foreign mission society, främst genom Adoniram Judson.
Till Tyskland kom baptismen genom Johann Gerhard Oncken som 1834 stiftade det första baptistsamfundet i Hamburg. Därifrån spred det sig till Danmark genom Onckens lärjunge Julius Købner 1839.

## Teologi

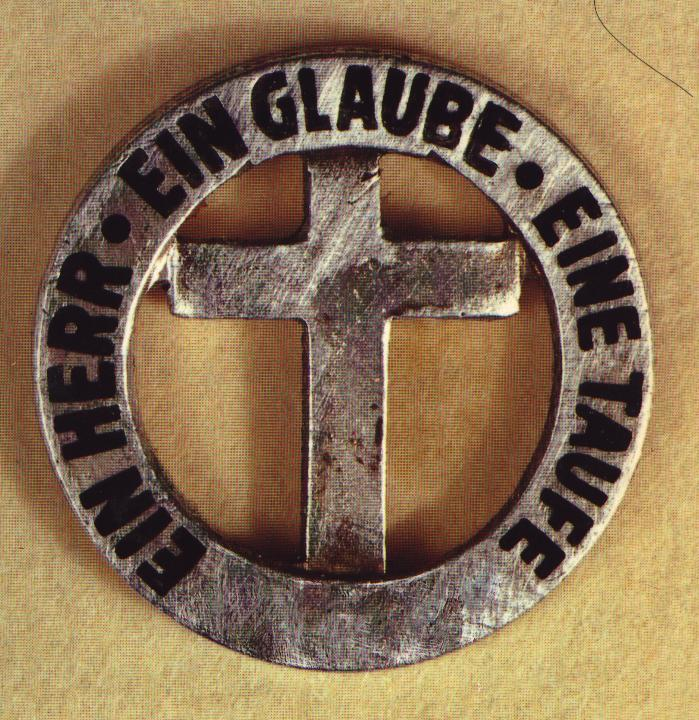
En Herre, en tro, ett dop – en äldre nål från tyska baptister.

Baptismen har inga bekännelseskrifter eller någon trosbekännelse, men omfattar i allmänhet de tre fornkyrkliga trosbekännelserna. Läran kan variera ganska mycket mellan olika församlingar och samfund och har också varierat ganska mycket under historiens gång. Vissa grunddrag kan dock skönjas:
- Kongregationalistisk kyrkosyn.
- Medlemmarna är vuxna troende som låtit omvändelsedöpa sig i Faderns och Sonens och Den Heliga Andens namn. Dopet sker genom nedsänkning i vattnet. Många församlingar accepterar även barndöpta troende.
- Symbolisk syn på sakramenten.[6]

Det finns också baptister som ser en skriven bekännelse som något mycket användbart. Från anabaptisternas Schleitheimska bekännelsen år 1527, till Southern Baptist Conventions The Baptist Faith and Message år 2000 har det funnits en strömning i döparrörelsen och baptismen som funnit det viktigt att skriva ned det man tror på. En av de mer utförliga baptistiska trosbekännelserna är 1689 Baptist Confession of Faith, eller 1689 års baptistbekännelse, som används av delar av den reformerta riktningen av baptister.
På senare tid har flera baptistiska samfund anslutit sig till den evangelikala trosbekännelse som formulerats i den så kallade Lausannedeklarationen.
Ett exempel på hur baptister kan beskriva sin teologi ges av Europeiska Baptistfederationen i dess identitetsbeskrivning som i 17 punkter anger federationens teologiska identitet. Man beskriver bland annat sin syn på Bibeln som auktoritet, frälsaren Jesus Kristus som fullt människa och fullt Gud, troendedopet, ansvaret för Guds skapelse och kampen mot slaveri, rasism, apartheid och etnisk rensning. Som en ram för punkterna uttrycker man en längtan och förväntan över Jesu återkomst och avslutar med ”Amen och Amen. Maranatha, kom, Herre Jesus, kom”.

## Organisation

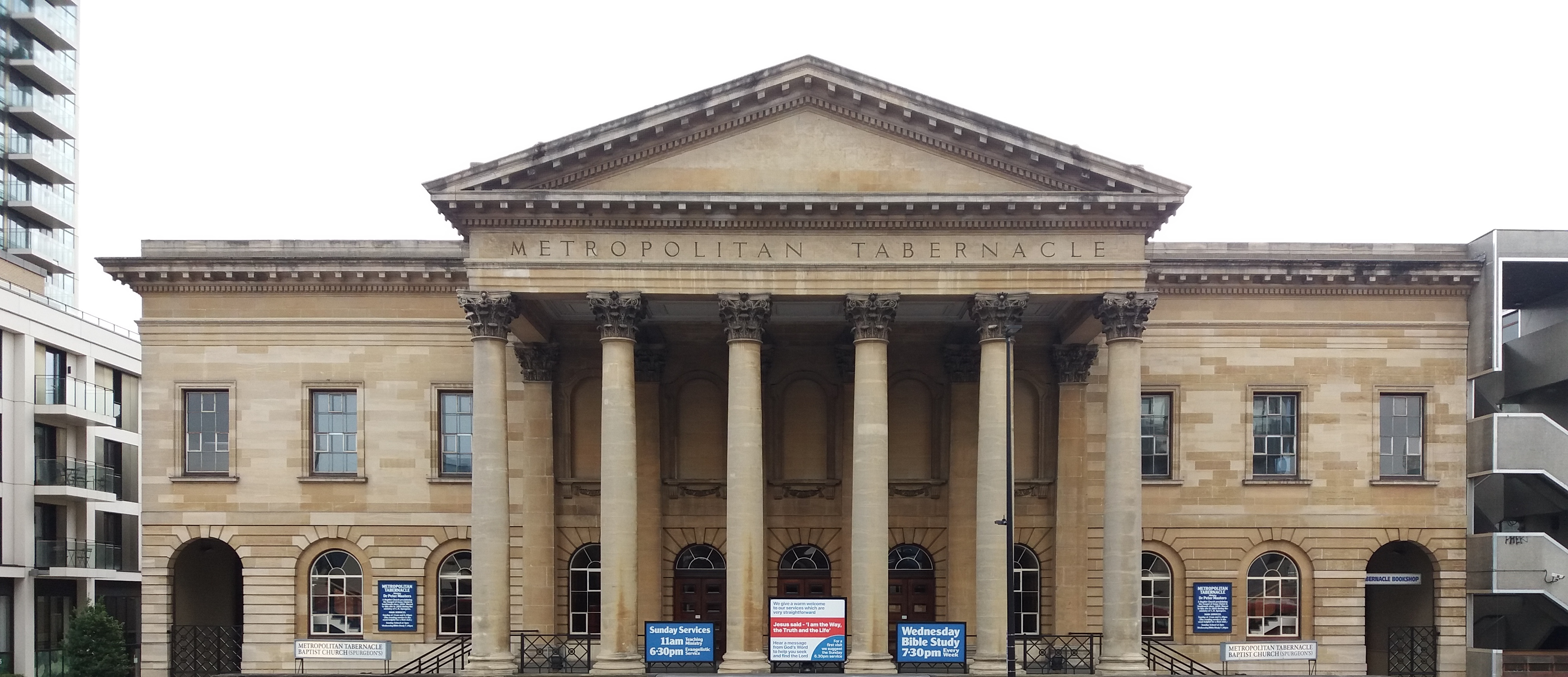
Metropolitan Tabernacle, en baptistförsamling som följer 1689 års Baptistbekännelse.

Liksom independenterna och kongregationalisterna menar baptister att varje enskild lokal församling är helt och hållet oberoende av alla andra, och vad gäller sina beslut inte svarar inför någon annan än Kristus allena. Andra, som Evangeliska Frikyrkan, beskriver det så att baptismen består av "självständiga och ömsesidigt beroende församlingar". Vanligtvis sluter sig olika församlingar till varandra i distriktföreningar eller associationer, som håller regelbundna möten. Det finns också sammanslutningar som sträcker sig över ett helt land, exempel i Sverige är Evangeliska Frikyrkan och numera nedlagda  Svenska Baptistsamfundet. Även baptister i flera länder sluter sig samman, exempel på detta är Europeiska Baptistfederationen och Baptisternas Världsallians.
Inom varje församling avgörs de gemensamma angelägenheterna på allmänna sammanträden kallade församlingsmöten, där alla, män och kvinnor, har lika rösträtt. Liksom i de äldsta kristna församlingarna finnas bara två slags ordinarie tjänstemän, nämligen pastor (äldste, föreståndare) och diakoner (församlingstjänare). Pastorn avlönas genom frivilliga bidrag. Diakonerna har ett särskilt ansvar för församlingens diakonala arbete samt till andra ekonomiska bestyr. Vanligen har församlingarna dessutom en kassör och en sekreterare; det förekommer även att man har anställda församlingsmusiker och liknande tjänster. I den ur baptismen sprungna pingströrelsen har de flesta församlingar också en grupp äldste som inte är anställda, utan ideella församlingsledare.

## Den internationella baptismen

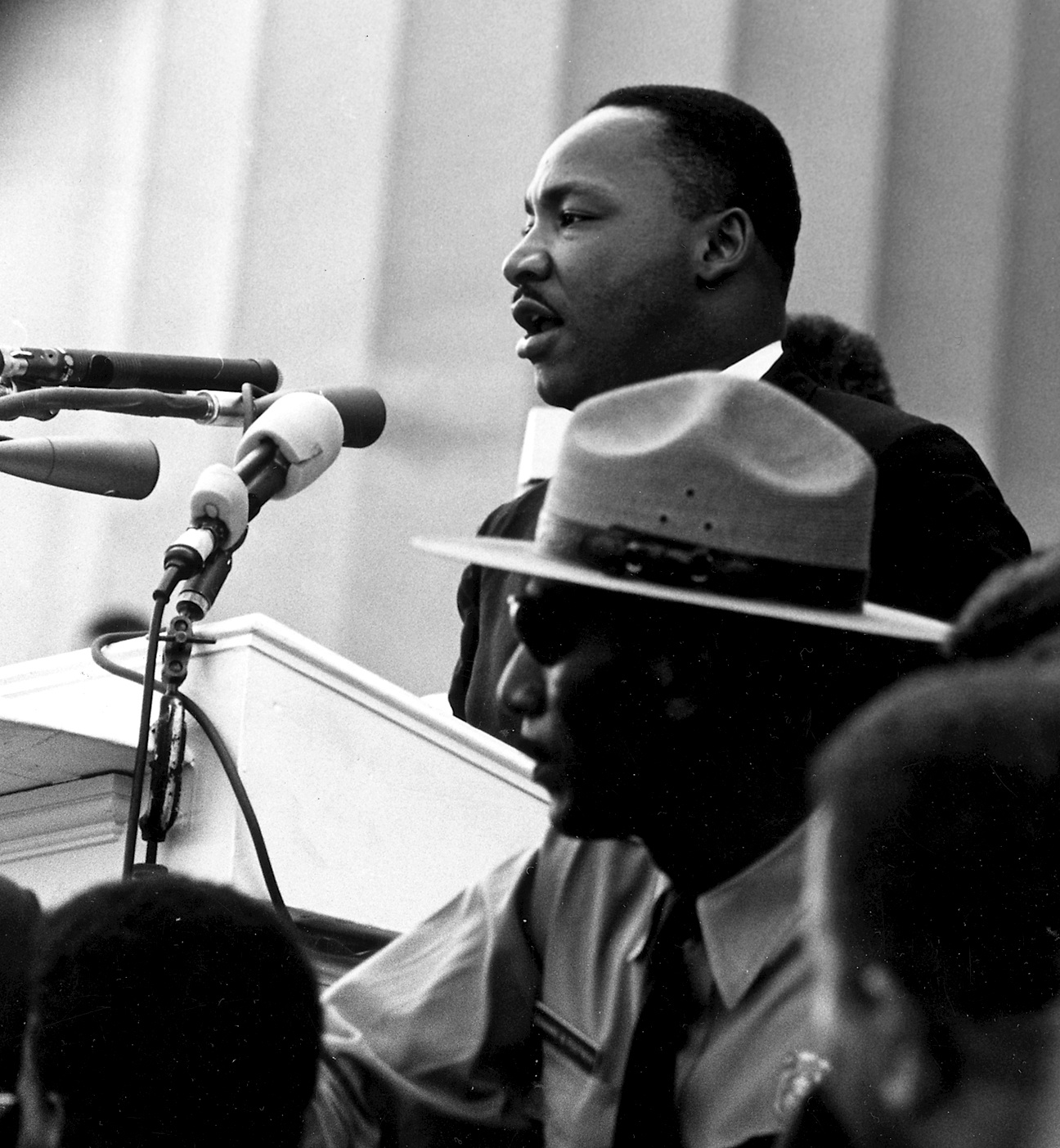
Baptistpastorn Martin Luther King under ett tal i Washington, USA.

Baptismen är en global rörelse, Baptisternas Världsallians har 36 miljoner döpta medlemmar spridda över världen. Det finns också baptistiska rörelser som inte är anslutna till Baptisternas världsallians, däribland Southern Baptist Convention med 16 miljoner medlemmar. Räknar man med barn och ungdomar blir antalet kanske det dubbla och baptismen blir därmed i storlek jämförbar med Reformerta kyrkornas världsallians, WARC, som samlar mer än 75 miljoner reformerta kristna, Anglikanska kyrkan med 77 miljoner medlemmar, och med Lutherska världsförbundet 68,6 miljoner lutherska kristna.
Baptiströrelsen har kämpat, och kämpar, i olika samhällsfrågor som religionsfrihet, rättvisa och medborgerliga rättigheter. Ett exempel är mottagaren av 1964 års Nobels fredspris, amerikanen Martin Luther King som var svart medborgarrättsledare och baptistpastor. Humanitära frågor är viktiga och Europeiska Baptistfederationen gör bland annat en insats i arbetet mot trafficking.
Bland baptistiska samfund finns (i Norden och USA) exempelvis:
- American Baptist Churches USA
- Baptist General Conference i USA
- Baptistkirken i Danmark
- Det Norske Baptistsamfunn
- Finlands svenska baptistsamfund (FSB)
- Southern Baptist Convention i USA

## Baptism i Sverige

### Historik
De första svenska baptisterna blev baptister utomlands, såsom i USA (Jakob Loper döptes 25 oktober 1648, Robert Nordin på tidigt 1700-tal, John Asplund på sent 1700-tal och Gustaf Wilhelm Schröder år 1844), i Danmark (Olof Pettersson i början av 1840-talet) och i Tyskland (D. Forssell, respektive Fredrik Olaus Nilsson år 1847).
Enligt vissa uppgifter skedde det första baptistiska dopet i Sverige den 23 juni 1847 i Östansjö (i nuvarande Örnsköldsviks kommun).
Dock brukar det vanligen anges att baptismens historia i Sverige började strax efter mörkrets inbrott den 21 september 1848, då en liten grupp på åtta personer genomförde ett baptistiskt dop i Vallersvik i Landa socken, nära Frillesås vid Hallandskusten. Att döpa någon utan att vara präst i Svenska kyrkan var vid den här tiden ett allvarligt brott. Den inkallade danske baptistpastorn A.P. Førster, hade på grund av stiltje tvingats ro från Göteborg i 17 timmar. Senare samma dag bildades den första svenska baptistförsamlingen i den närbelägna Borekullastugan, under ledning av Fredrik Olaus Nilsson (ofta kallad F.O. Nilsson). Redan samma kväll återvände A.P. Førster med häst och vagn mot Göteborg. F.O. Nilsson hade döpts av den tyske baptistpastorn Johann Gerhard Oncken i floden Elbe. Sjökapten Gustaf Wilhelm Schröder hade redan tidigare döpts i USA och spelade även han en central roll inom den tidiga svenska baptismen.
Under sin första tid utsattes baptisterna för förföljelse från de svenska myndigheterna. Att samlas till egna gudstjänster var förbjudet enligt konventikelplakatet och att leda sådana var straffbart. Rörelsens ledare blev bötfällda och fängslade och F.O. Nilsson själv blev slutligen 1850 landsförvisad. Baptister förvägrades att gifta sig och deras barn betraktades som oäkta. När föräldrarna vägrade att låta döpa sina nyfödda barn med hänvisning till att de skulle få välja själva senare i livet, genomförde myndigheterna i flera fall tvångsdop.
Den tidiga svenska baptismen hade inflytande från luthersk folkväckelse, amerikansk baptism och den europeiska kontinentens baptism. Ett gott exempel på dessa olika inflytanden kan man se i Anders Wiberg som först var präst i Svenska kyrkan och utbildad vid det lutherska Uppsala universitet men som vid ett besök hos J.G. Oncken i Hamburg anslöt sig till den baptistiska dopläran. Efter att ha författat boken Vilken bör döpas och varuti består dopet? (1852) (vilken väckte en häftig debatt där Lars Anton Anjou, Lars Landgren och Fredrik Gabriel Hedberg gjorde uppmärksammade inlägg) och ha låtit döpa sig av F.O. Nilsson i Köpenhamn, gav sig Anders Wiberg ut på en tre år lång vistelse i USA för att lära känna den amerikanska baptismen. Ett annat exempel på dessa olika inflytanden är Knut Oscar Broady, Betelseminariets rektor, som hade sin utbildning från det amerikanska Madison University.
I samband med metodistpredikanten George Scotts och Carl Olof Rosenius' verksamhet i Stockholm och även den uppmärksamhet som statskyrkans åtgärder mot metodismen väckte fick baptismen ytterligare spridning. 1854 bildades en församling i Stockholm. 1855 återvände Anders Wiberg från USA och blev dess föreståndare och började nu en intensiv verksamhet för att stärka den nya rörelsen i hela landet. Bland hans medarbetare märks bland andra bröderna Johannes, Per och Gustaf Palmquist. En av Wiberg författad trosbekännelse antogs, en utbildningskurs för predikanter påbörjades och från 1856 fick den nya rörelsen ett eget organ i Evangelisten som redigerades av Wiberg.Anders Wiberg var en av de ledare som arbetade för att bilda Svenska Baptistsamfundet, vilket skedde 1857.
Konventikelplakatet mildrades 1858 och upphävdes fullständigt 1868, och därigenom bröts det egentliga motståndet mot rörelsen. 1866 grundades Betelseminariet med Knut Oscar Broady som ledare, 1869 grundades tidningen Weckoposten och 1889 organiserades de olika samfunden i en enhet, Sällskapet svenska baptistmissionen.
- 1872 skedde den första splittringen inom den svenska baptismen då predikanten Helge Åkeson uteslöts på grund av en avvikande lärouppfattning angående försoningen och rättfärdiggörelsen. Hans anhängare bildade ett eget samfund, Fribaptistsamfundet.
- En större splitting uppstod då Filadelfiaförsamlingen, 1913 uteslöts ur modersamfundet efter en nattvardstvist. De församlingar som i likhet med Filadelfiaförsamlingen fick lämna samfundet lade grunden till pingströrelsen.
- Örebromissionen kom att inta en särställning i det att den bestod av baptister men var självständig i förhållande till övriga kyrkor. Örebromissionen var i likhet med Filadelfiaförsamlingen pingstbetonad och kom att utvecklas till en pingströrelse inom baptistsamfundet (fram till 1934-1936).

1860 fanns över 4 000 baptister i Sverige. 1928 hade Svenska baptistsamfundet 62 000 medlemmar. 1934 var Baptistsamfundet som störst och hade då över 68 000 medlemmar. Exempelvis 1957 hade Svenska baptistsamfundet 33 795 medlemmar och 785 kapell (och kyrkor).
Under en process från 2008 till 2011 lades Svenska Baptistsamfundet ned och de flesta av dess församlingar gick med i Equmeniakyrkan.

### Baptistiska samfund och rörelser i Sverige

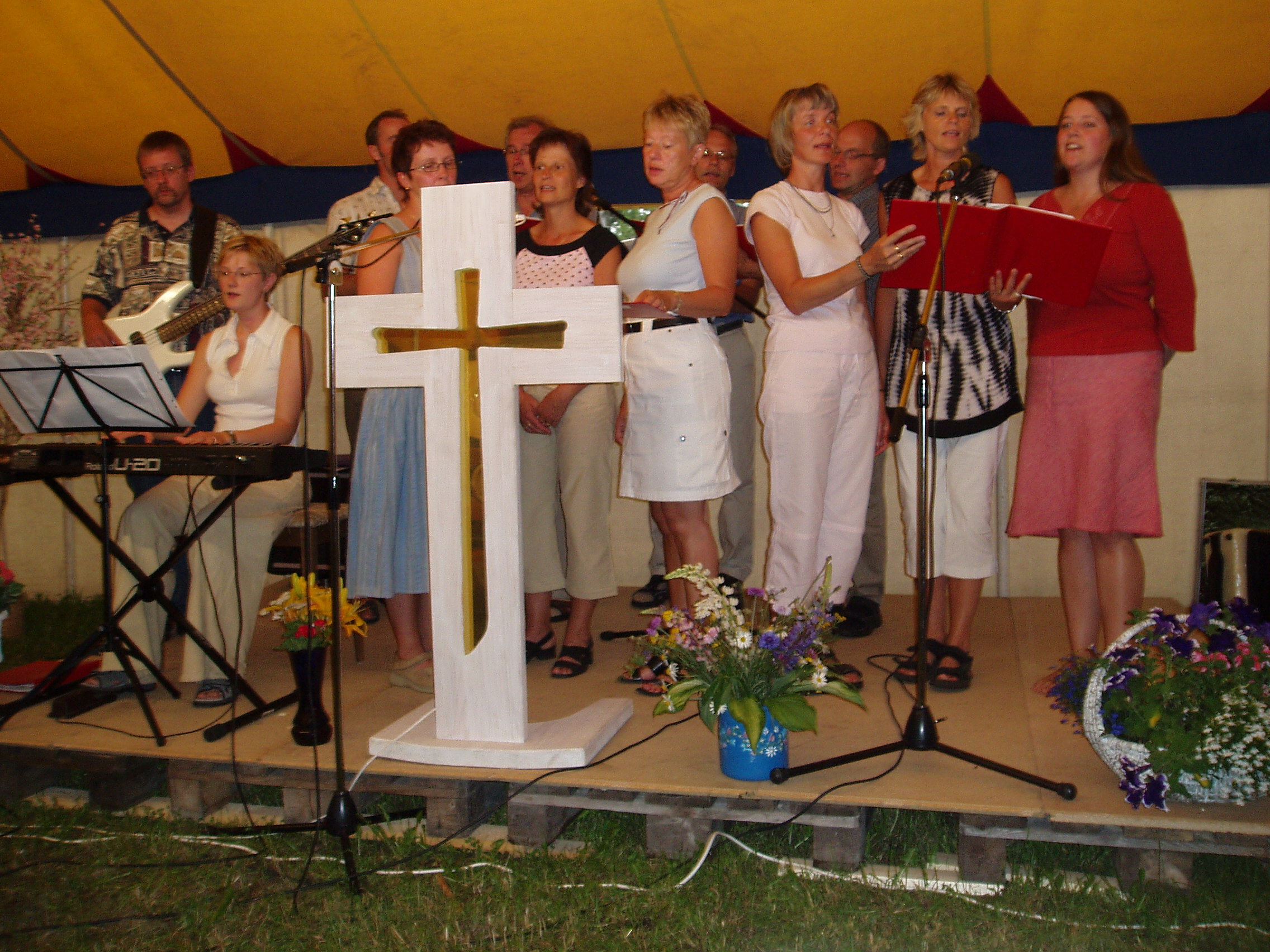
Kören Sångarna under ett tältmötesarragemang i Ljustorps baptistförsamling.

Särskiljande för baptister har varit troendedopet, församlingen som de troendes gemenskap och en kongregationalistisk organisation. Många sätter fokus på dopet, men i ekumeniskt arbete har man noterat att ”Internationell ekumenik påminner oss om att kyrko- och församlingssyn är för baptister den avgörande frågan för enhet”. Ändå är man ofta tydlig var man står i dopfrågan; Europeiska Baptistfederationen anger när de beskriver sin teologiska identitet att troendedopet med nedsänkning är det bibliska dopet.
Bland baptistiska rörelser i Sverige finns:
- Equmeniakyrkan bejakar baptism och har en baptistisk gren som utgår från såväl Svenska Baptistsamfundet som Svenska Missionskyrkan, två samfund som många av Equmeniakyrkans församlingar tillhörde före dess bildande 2011. Equmeniakyrkan är medlem i Europeiska Baptistfederationen och Baptisternas Världsallians.
- Evangeliska Frikyrkan medlem i Europeiska Baptistfederationen.
- Pingströrelsen i Sverige har sitt ursprung i Stockholms sjunde baptistförsamling och har ett tydligt baptistiskt arv.

Bland rörelser som uppvisar några av baptismens särdrag finns:
- Maranata bildades i början av 1960-talet som en utbrytning ur pingströrelsen.
- Trosrörelsen Teologiskt har trosrörelsen vuxit fram ur den karismatiska rörelsen från 1960-talet och 1970-talet. I likhet med andra nyare kristna rörelser kännetecknas trosrörelsen av en stark kongregationalism och man har även en baptistisk dopsyn.

Vissa frikyrkoförsamlingar är ekumeniska och organiserar både baptister och andra kristna. Att det finns mycket som samfunden delar i teologi mellan kan ses till exempel i Gudstjänstboken som är en ekumenisk kyrkohandbok som utgavs 2005 och används av församlingar inom Equmeniakyrkan, Svenska Alliansmissionen, Evangeliska Frikyrkan och Pingströrelsen. Vissa samfund, däribland Equmeniakyrkan organiserar både kristna som föredrar barndop och de som förespråkar troendedop. 
Troendedopet är ännu idag medlemsgrundande i flertalet församlingar som tillhör de baptistiska samfunden i Sverige, även om många församlingar idag även välkomnar barndöpta troende som medlemmar efter samtal och på "bekännelse om tro". Ekumeniska processer gör också att kravet på troendedop blir mindre strikt. Pingstpastorn Sigvard Svärd har varnat för en utveckling som, enligt honom, innebär en avveckling av troendedopet och utgör ett svek mot baptiströrelsens pionjärer. Han menar att baptismen kan komma att suddas bort som ett begrepp i Sverige när man prioriterar samgåenden och samverkan med andra samfund.